# Camillo Vacani
Camillo Vacani, italijansko-avstrijski general, * 15. julij 1784, † 20. februar 1862.

## Dela
- Storia delle campagne e degli assedi degli Italiani in Ispagna dal 1808 al 1813 (3 zvezki, 1823).